# Asylum (1972)
Asylum é um filme de terror britânico de 1972 feito pela Amicus Productions. Foi dirigido por Roy Ward Baker, produzido pela dupla Milton Subotsky e Max Rosenberg e roteirizado por Robert Bloch, que adaptou quatro de suas próprias curtas histórias para o roteiro.

## História
Baker tinha uma considerável experiência como diretor de filmes de terror, tais quais, Quatermass and pit e Scars of Dracula. Robert Bloch escreveu o roteiro do asilo com base em uma série de seus próprios contos e ainda foi o autor de uma novela dirigida por Alfred Hitchcock.
Trata-se de um antologia de curtas histórias de horror nos mesmos moldes produzidos pela Amicus durante os anos 1960 e 1970. Outros representantes foram Dr. Terror's House of Horrors, Torture Garden, Tales from the crypt, The House That Dripped Blood, The vault of horror e From beyond the grave.
Filmado em abril de 1972, o filme foi editado com lançamento previsto para 15 semanas após o último dia de estreia, de julho de 1972, no Reino Unido. Estreou nos Estados Unidos a 17 de novembro de 1972.

## Sinopse
O Dr. Martin (Robert Powell) chega a um isolado manicômio, cujos doentes incuráveis estão internados, para ser entrevistado, objetivando um emprego na instituição. Usando uma cadeira de rodas, o autoritário Dr. Lionel Rutherford (Patrick Magee) lhe explica que ele deve a sua incapacidade locomotora a um ataque de um interno, confirmando a sua teoria de que são todos insanos perigosos.
Rutherford revela seu plano heterodoxo para determinar a adequação de Martin para o cargo de doutor da instituição. Um dos internos do asilo é o Dr. B. Starr, o ex-chefe do asilo, que teria sofrido um colapso mental e passou a integrar o grupo de doentes. Martin então é desafiado pelo Dr. Rutherford a entrevistar os internos do asilo para descobrir qual deles seria o Dr. Starr. Se a sua escolha estiver correta, ele será contratado para o cargo.
Subindo para o andar onde se localizam os detentos, o jovem médico é recebido pelo atendente, Max Reynolds (Geoffrey Bayldon), o qual recebe Martin pela porta de segurança com o intuito de visitar as células individuais de confinamento dos detentos. Ele então entrevista um de cada vez, tentando adivinhar qual deles seria o Dr. Starr.

### Frozen Fear
A interna Bonnie (Barbara Parkins) narra o complô para assassinar Ruth (Sylvia Syms), a esposa de seu amante rico Walter (Richard Todd). Ruth era uma milionária possessiva, envolvida com práticas de vodu. Esse macabro interesse se interpõe no caminho para que Bonnie e Walter fiquem juntos.

### The Weird Tailor
O alfaiate Bruno (Barry Morse) relata como a ameaça de ser despejado de sua loja, caso não pagasse o aluguel em uma semana, o forçou a aceitar um pedido inusitado de um certo Sr. Smith (Peter Cushing) para produzir um elaborado terno a partir de um misterioso e brilhante tecido capaz de animar mortos. Depois de completar a peça e entregá-la no endereço determinado, o alfaiate descobre que Smith não dispõe de meios para pagar porque vendera todos os seus bens para a compra de um livro de magia, por meio do qual tentava ressuscitar o seu filho. Revoltado, o alfaiate se engalfinha com Smith e o acaba matando acidentalmente durante a luta. Ele então retorna com o terno e o livro de magia, o qual imaginava vender para angariar fundos. Sua esposa Anna (Anne Firbank), que vestira o manequim da loja com o terno, revela ser contra a iniciativa e diz que vai avisar a polícia sobre o assassinato. Os dois brigam e o manequim ganha vida própria e se introduz na contenda.

### Lucy Comes To Stay
Barbara (Charlotte Rampling) informa a Martin que esteve em um asilo antes. Depois de sua alta, foi acompanhada de perto em casa por seu irmão George (James Villiers) e uma enfermeira, Sra. Higgins (Megs Jenkins). Essa existência é frustrada quando sua travessa e suposta amiga Lucy (Britt Ekland) a vem visitar.

### Mannikins of Horror
Finalmente Martin entrevista o Dr. Byron (Herbert Lom), o qual Rutherford possui profundo desprezo. Byron explica que está trabalhando no sentido de transferir alma a um pequeno autômato cuja cabeça é a imagem da sua própria, e mostra a Martin vários modelos. Byron pretende ser o manequim para criar a vida, e explica que o interior do robô é orgânico, contendo inclusive uma versão em miniatura de suas próprias vísceras. Martin conclui a sua entrevista e Max mostra-lhe as escadas para que dê finalmente a sua resposta para Rutherford.
Byron traz com sucesso seu manequim à vida. O mesmo faz seu trajeto ao escritório de Rutherford e mata-o com uma faca cirúrgica. Então, Martin destrói o manequim, o que resulta na morte de Byron, Martin então busca a verdadeira identidade de Dr. Starr, a qual lhe é revelada.

## Elenco
- Peter Cushing - Mr. Smith
- Britt Ekland - Lucy
- Herbert Lom - Dr. Byron
- Patrick Magee - Dr. Lionel Rutherford
- Barry Morse - Bruno
- Barbara Parkins - Bonnie
- Robert Powell	- Dr. Martin
- Charlotte Rampling - Barbara
- Sylvia Syms - Ruth